# Joan Puig i Saladrigas
Joan Puig i Saladrigas (Barcelona, 24 de febrer de 1852 - 27 de juliol de 1911) fou un fabricant tèxtil del ram del cotó, propietari de "Hijos de M. Puig", que havia estat president del Foment del Treball Nacional (1895-1897). Diputat per Barcelona en 1896, 1898 i 1899, havia estat candidat derrotat a les eleccions legislatives del 19 de maig de 1901, que van ser guanyada per la candidatura dels Quatre presidents de la Lliga Regionalista.
A més a més, fou escollit senador per Barcelona el 1903.